# Nagibni reaktivec
Nagibni reaktivec (ang. Tiltjet) je vrsta zrakoplova podobna nagibnemu rotorju (Tiltrotor). Namesto rotorjev se pri tiltjetu nagibajo reaktivni motorji. Po navadi imajo VTOL sposobnosti - vertikalen vzlet in pristanek.

## Seznam nagibnih reaktivcev
- Bell XF-109
- Bell 65
- EWR VJ 101